# 황건 (서하)
황건(皇建)은 서하 양종(西夏 襄宗) 이안전(李安全)의 치세에 쓰던 연호이다.

## 연대 대조표
| 황건        | 원년           | 2년            |
| 서기 (西紀) | 1210년         | 1211년         |
| 간지 (干支) | 경오(庚午)     | 신미(辛未)     |
| 남송 (南宋) | 가정(嘉定) 3년 | 가정(嘉定) 4년 |

## 동시대 연호
- 다른 왕조의 같은 연호
  - 북제(北齊) 황건(皇建, 560년 ~ 561년)

- 중국의 연호 목록

| 이전 연호 응천(應天) | 중국의 연호 서하(西夏) | 다음 연호 광정(光定) |